# Zeta Tauri
Zeta Tauri (Tien Kwan（天關), 123 Tauri) é uma estrela na direção da constelação de Taurus. Possui uma ascensão reta de 05h 37m 38.68s e uma declinação de +21° 08′ 33.3″. Sua magnitude aparente é igual a 2.97. Considerando sua distância de 417 anos-luz em relação à Terra, sua magnitude absoluta é igual a −2.56. Pertence à classe espectral B4IIIp. É uma estrela variável γ Cassiopeiae.